# Pangkalan Lampam
Pangkalan Lampam is een bestuurslaag in het regentschap Ogan Komering Ilir van de provincie Zuid-Sumatra, Indonesië. Pangkalan Lampam telt 2029 inwoners (volkstelling 2010).